# Incidente di Fort Itaipu
Per incidente di Fort Itaipu si intende il presunto avvistamento di un UFO verificatosi nel 1957 in Brasile nella base militare di Fort Itaipu.

## Cronologia degli eventi
Nella notte del 4 novembre 1957, alle ore 2.00 circa, due sentinelle di guardia nella base dell'esercito di Fort Itaipu, ubicata di fronte al mare nei pressi della città di San Paolo, videro in cielo una luce simile ad una stella, che si avvicinava velocemente verso di loro. Dopo qualche secondo, la luce si rivelò come un oggetto delle dimensioni di un grosso aereo. Giunto a 50 metri dal forte, l'oggetto si fermò; i due soldati videro che si trattava di un velivolo di forma circolare, delle dimensioni di un DC-3, circondato da una luce di colore arancione. Ad un certo punto essi sentirono un suono, furono colpiti da una vampata di calore e caddero a terra. Uno di essi perse i sensi, mentre l'altro si mise a gridare svegliando la guarnigione. I soldati di stanza al forte si alzarono per recarsi prontamente ai posti di combattimento, ma vi fu un'interruzione completa di energia elettrica, che provocò confusione e panico. Quando tornò la luce, dopo circa tre minuti, i soldati poterono uscire e videro l'oggetto luminoso che si allontanava velocemente verso il cielo. Le due sentinelle furono trovate con gravi ustioni sul corpo; una di esse era ancora svenuta, l'altra era in stato di shock. Il giorno seguente il comandante del forte, un colonnello, fece rapporto al quartier generale a San Paolo. La fortezza fu posta sotto legge marziale e al personale fu proibito di parlare all'esterno dell'accaduto. Arrivò al forte una commissione militare per interrogare le sentinelle e il resto del personale, quindi le sentinelle vennero trasportate con un aereo militare a Rio de Janeiro, dove vennero ricoverate in completo isolamento all'Ospedale militare centrale.
Tre settimane dopo l'accaduto, l'ufologo brasiliano Olavo Fontes fu contattato da un amico ufficiale dell'esercito, che gli raccontò la storia chiedendogli di non rivelare il suo nome.

## Inchiesta ufologica
Saputa la notizia, Fontes si recò all'Ospedale militare centrale, cercando di rintracciare le due sentinelle ricoverate; gli fu confermato che in quell'ospedale erano stati ricoverati due soldati provenienti da Fort Itaipu, ma non gli fu possibile parlare con loro. La storia rimase negli archivi di Fontes per quasi due anni, finché l'ufologo riuscì a rintracciare altri tre ufficiali che confermarono il racconto del suo amico; a questo punto, Fontes inviò il racconto all'organizzazione ufologica statunitense APRO, che pubblicò la storia sul suo bollettino. Dopo la pubblicazione della notizia, l'ambasciata brasiliana negli USA emise un comunicato in cui, dopo avere raccontato l'accaduto, specificava che c'era stata un'indagine da parte del servizio segreto brasiliano con l'assistenza di specialisti statunitensi; i risultati dell'inchiesta non erano stati comunicati.
Il caso fu ampiamente riportato dalla letteratura ufologica e Donald Keyhoe commentò che gli extraterrestri avevano voluto dare una dimostrazione del possesso di armi superiori, che avrebbero potuto usare contro i terrestri nel caso di esplorazioni spaziali con finalità aggressive.

## Dubbi e indagini successive
In seguito nacquero dubbi sul racconto degli eventi riferito da Fontes, che presenta diverse incongruenze e non è confermato da altre fonti. L'ufologo Kevin Randle, ex militare, trova strano che nel corpo di guardia di una base militare vi fossero solo due sentinelle, senza alcun supporto di altri soldati e di un caporale, un sergente e un tenente. Altri dubbi nascono dal fatto che Fontes non solo non abbia fatto i nomi dei suoi informatori, ma che non abbia potuto sapere quello delle due sentinelle e neanche di qualche medico dell'ospedale che ne abbia seguito il caso. Ulteriori dubbi nacquero anche sul comunicato dell'ambasciata brasiliana, che pur essendo scritto su carta intestata non era datato e firmato. Il codice riportato sulla busta indica come data di spedizione il 1963; si è ipotizzato in proposito che qualche funzionario si sia limitato a riferire informazioni di seconda mano, provenienti dallo stesso Fontes.
A seguito di questi dubbi, l'ufologo brasiliano Thiago Luis Ticchetti ha indagato sul caso con la collaborazione di Edison Boaventura. I due cercarono di reperire documenti sull'accaduto e di rintracciare i militari di stanza alla base in quel periodo. Non furono trovati documenti militari, mentre i giornali del 1958 trovati da Boaventura riportavano la notizia dell'avvistamento, ma non quella del ferimento delle sentinelle. Diversi militari furono rintracciati e interrogati; quasi tutti smentirono di essere a conoscenza del ferimento delle sentinelle ad eccezione di due militari, che dissero di avere sentito questa storia da altri. Alla fine, Ticchetti è arrivato alla conclusione che i fatti si siano svolti diversamente. Secondo l'ufologo, a Fort Itaipu ci fu semplicemente l'avvistamento di un UFO, senza alcun black-out prolungato e senza ustioni o altri danni fisici alle sentinelle. Secondo Ticchetti, Fontes avrebbe aggiunto fraudolentemente gli altri particolari per dare "colore" alla storia e fare colpo sugli ufologi statunitensi. Secondo altri ufologi, Fontes potrebbe invece avere fatto confusione con un altro presunto avvistamento, quello di El Paso, verificatosi negli USA il 5 novembre 1957. In quella data James Stoker, un veterano della seconda guerra mondiale, raccontò di avere visto un UFO, riportando una scottatura simile a quelle causate dal Sole; secondo la successiva inchiesta dell'USAF, l'avvistamento sarebbe spiegabile con un'illusione ottica o un miraggio, mentre sulla scottatura Stoker avrebbe mentito.